# بنك أستراليا الوطني

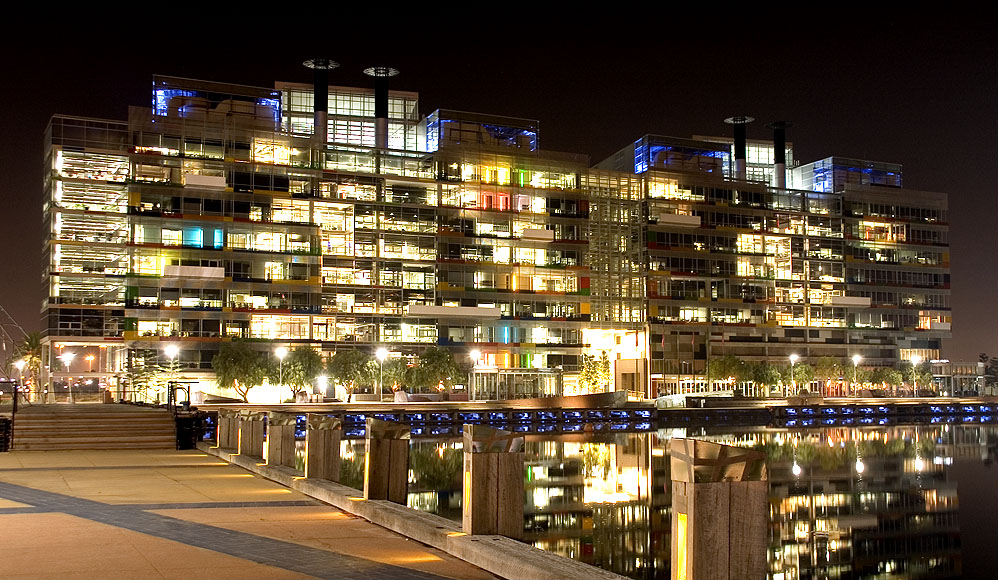
مقر NAB في دوكلاندز ، ملبورن ، أستراليا

بنك أستراليا الوطني  يعتبر أحد أكبر المؤسسات المالية في أستراليا من حيث القيمة السوقية والأرباح والعملاء. احتل  المرتبة 21 كأكبر بنك في العالم تقاس برسملة السوق  والخامس عشر كأكبر بنك في العالم من حيث إجمالي الأصول في عام 2014 ، حيث انخفض إلى 49 في مارس 2016. اعتبارًا من نوفمبر 2014 ،  تدير 1590 فرع ومراكز الخدمة ؛  4،412 جهاز صراف آلي في جميع أنحاء أستراليا ونيوزيلندا وآسيا يخدم 12.7 مليون عميل.

## التصنيف
لديه تصنيف "AA" طويل الأجل من قبل ستاندرد آند بورز.

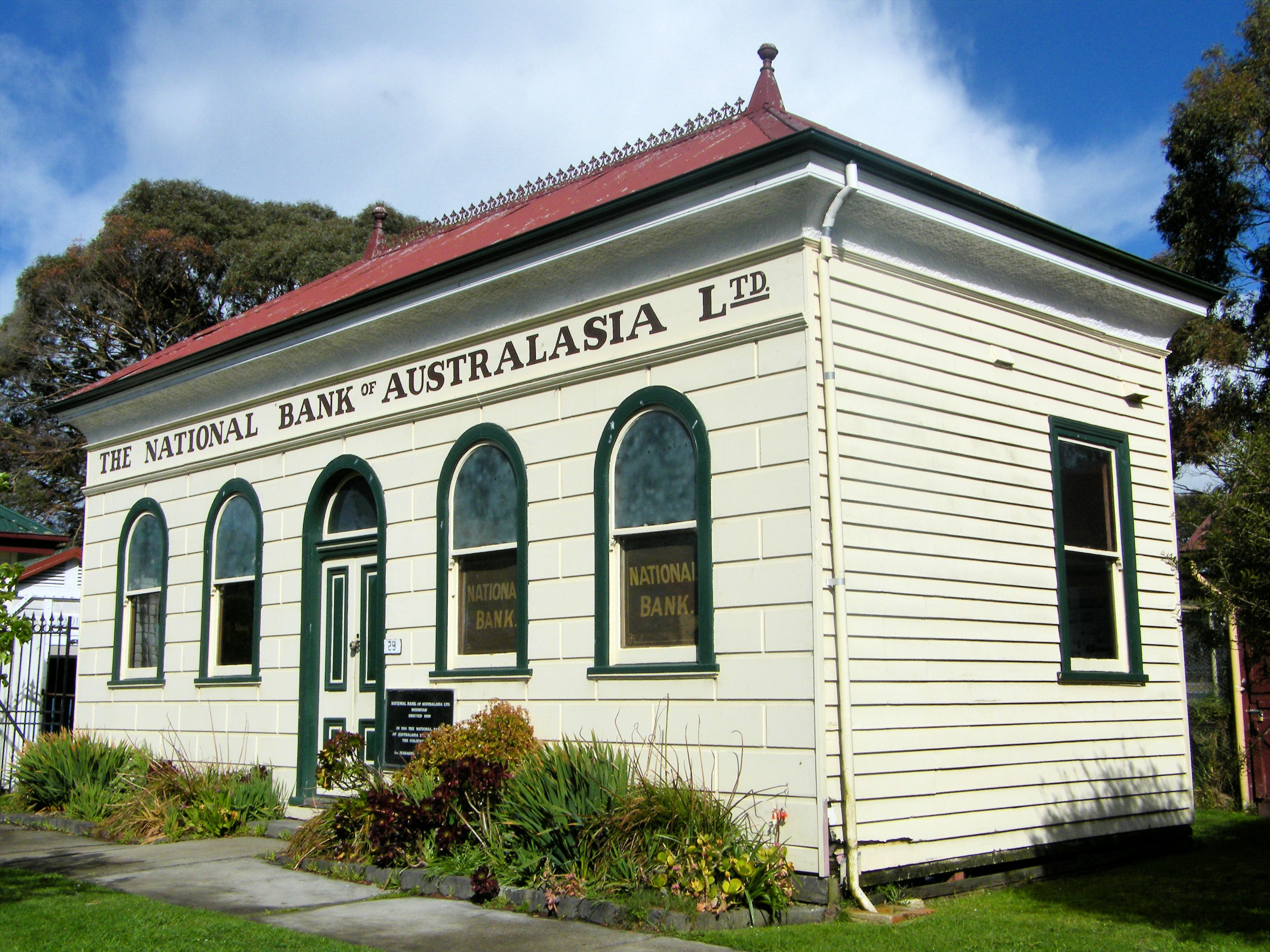
بنك مينيان الوطني لأستراليا ، الموجود الآن في أولد جيبستاون في مو

## روابط خارجية
- الموقع الرسمي